# Vivanativa
Vivanativa es una banda de rock proveniente de Puerto Rico.
La banda nace en 1997, rememoran sus creadores Javier Hiram Gómez y Nabeel Abdulrahman, dos jóvenes que crecieron juntos en Quebradillas, Puerto Rico. Sus influencias musicales varían desde los Beatles hasta Héctor Lavoe. Con su primer compacto titulado "Vivanativa" (julio de 1997 Hensor Torres en batería, Adolfo Fito González en bajo), la banda consolidó varios años de trabajo y entró al mercado rápidamente. Con su toque de sicodelia, lanzaron su segunda producción discográfica llamada "Viejo" (octubre de 1999), un compacto que refleja la evolución del grupo. Seguido por "Claro" (2002) Dulce Sodio (2006), "Mariposa Mía" (2010) y "Q" lanzado en el 2012.
Vivanativa se ha presentado en Ciudad México, Madrid, Barcelona y compartido tarima con grandes artistas como Ricky Martin, La Ley, Maná, Miguel Mateos, Enanitos Verdes, entre otros.
"Mariposa Mia" (cuyo tema fue incluido en su más reciente producción con el mismo título "Mariposa Mía" álbum que además incluye una colección de sus mejores canciones}, fue el tema nominado a Premios Lo Nuestro como canción del año dentro del género "pop-rock".
 Recientemente lanzaron un tema en adelanto llamado"El Gallo" lo cual también filmaron un video musical del mismo.

## Discografía
- Vivanativa (1997)
- Viejo (1999)
- Claro (2002)
- Dulce Sodio (2006)
- Éxitos (Mariposa Mia) (2010)
- Q (2012)
- Raro (2020)

## Sitio Web
- www.vivanativaband.com